# Waplewo Wielkie (stacja kolejowa)
Waplewo Wielkie – zamknięta stacja kolejowa w Waplewie Wielkim na linii kolejowej nr 222 Małdyty – Malbork, w województwie pomorskim.